# Lon Baroh
Lon Baroh is een bestuurslaag in het regentschap Aceh Besar van de provincie Atjeh, Indonesië. Lon Baroh telt 374 inwoners (volkstelling 2010).